# Petrus Bjugg
Petrus Jonæ Bjugg, född 1587 i Söderköping, död 1656 i Ryssland, var en svensk präst och biskop i Viborgs stift.

## Biografi
Petrus Jonæ Bjugg föddes 1587 i Söderköping. Han blev 4 oktober 1605 student vid Uppsala universitet. Bjugg blev magister i Wittenberg 1615 och prästvigdes till hovpredikant hos hertig Johan av Östergötland 1613. Kyrkoherde i Vårdsbergs församling 1618 och kontraktsprost i Bankekinds kontrakt samma år. Under den tiden var han 1628 lektor i physico-medicus vid gymnasiet i Linköping, 1634 andre teologie lektor samt dekanus i Linköping och 1638 förste teologie lektor i Linköping. Bjugg blev kyrkoherde i S:t Laurentii församling, Söderköping den 6 mars 1639 och kontraktsprost i Hammarkinds kontrakt samma år. Han blev biskop i Viborgs stift, Viborg 10 oktober 1642. Bjugg begravdes 29 januari 1656.
Som biskop utvecklade Bjugg en intensiv verksamhet för att höja det kyrkliga livet i det förfallna stiftet, företog rikligt med visitationsresor, upprättade nya församlingar, ivrade för folkets religiösa undervisning, missionerade bland de grekisk-ortodoxa ryssarna vid östra stiftsgränsen och vinnlade sig särskilt om gymnasiet i Viborg. 
Bjugg deltog i flera riksdagsmöten. Han var riksdagsman vid Riksdagen 1627, Riksdagen 1634 och Riksdagen 1638. I rikts städers utskottsmöte 1636. Som biskop deltog han vid Riksdagen 1643, Riksdagen 1644, Riksdagen 1647 och Riksdagen 1650.

### Familj
Bjugg gifte sig första gången 1618 med Maria Kylander (född 1600). Hon var dotter till biskopen Jonas Kylander och Elin Håkansdotter i Linköping. De fick tillsammans barnen kyrkoherden Jonas Bjugg i Kvillinge församling, Karin Bjugg som var gift med lektorn Bengt Ristelius i Viborg och stadsingenjören Johan Olofsson Holm i Stockholm, Malin Bjugg, Anna Bjugg som var gift med kyrkoherden Magnus Klingius i Skärkinds församling och Brita Bjugg som var gift med domprosten Michael Wattrander i Viborgs församling. Bjugg gifte sig andra gången med Catharina Leuhus. Hon hade tidigare varit gift med rådmannen Peter Frese i Viborg.